# Light as a Feather
Light as a Feather (en español Liviano como una pluma) es una serie web sobrenatural de thriller estadounidense creada por Lee Fleming Jr. y basada en la novela homónima de Zoe Aarsen publicada en Wattpad, que se estrenó el 12 de octubre de 2018 en Hulu. En febrero de 2019, se anunció que la serie se había renovado para una segunda temporada.
El 20 de marzo de 2020, la serie se canceló luego de 2 temporadas.

## Sinopsis

### Temporada 1
Light as a Feather sigue a «cinco chicas adolescentes que lidian con las consecuencias sobrenaturales derivadas de un inocente juego de Liviana como una pluma, tiesa como una tabla. Cuando las chicas comienzan a morir de la forma exacta que se predijo, las supervivientes deben descubrir por qué están siendo atacadas — y si la fuerza maléfica que las persigue es una de ellas».

### Temporada 2
Habiendo heredado la maldición provocada por el juego letal de «Liviana como una pluma», McKenna se encuentra acosada por la misteriosa crisálida en su espalda, un reloj que la obliga a jugar una nueva ronda del juego. Pero McKenna se niega, no está dispuesta a poner a nadie más en peligro. Sin embargo, cuando la maldición comienza a destruirla de adentro hacia afuera, se ve obligada a recurrir a la única persona que posiblemente pueda ayudarla — Violet.

## Elenco y personajes

### Principales
| Actor            | Personaje       | Temporadas | Temporadas |
| Actor            | Personaje       | 1          | 2          |
| ---------------- | --------------- | ---------- | ---------- |
| Liana Liberato   | McKenna Brady   | Principal  | Principal  |
| Haley Ramm       | Violet Simmons  | Principal  | Principal  |
| Brianne Tju      | Alex Portnoy    | Principal  | Principal  |
| Peyton List      | Olivia Richmond | Principal  | Invitada   |
| Ajiona Alexus    | Candace Preston | Principal  | Invitada   |
| Brent Rivera     | Issac Salcedo   | Principal  | Principal  |
| Jordan Rodrigues | Trey Emory      | Principal  | Principal  |
| Dylan Sprayberry | Henry Richmond  | Principal  | Principal  |
| Katelyn Nacon    | Sammi Karras    |            | Principal  |
| Adriyan Rae      | Peri Boudreaux  |            | Principal  |
| Kira Kosarin     | Nadia Abrams    |            | Principal  |

### Recurrentes
- Liana Liberato como Jennie Brady
- Dorian Brown Pham como Deb Brady
- Chachi Gonzales como Noreen Listerman
- Shelley Robertson como Gloria Preston
- Amaris Davidson como la entrenadora Faholtz
- Robert Rusler como el Sr. Morris
- Nancy Linehan Charles como Judith
- Timi Prulhiere como la Sra. Regan
- Andrew Tinpo Lee como Nick Portnoy
- Harley Graham como Lena Regan

### Invitados
- Julia Rose como la Sra. Richmond
- Timothy Davis-Reed como un policía

## Temporadas
| Temporada | Temporada | Episodios | Episodios | Lanzamiento original  | Lanzamiento original  |
| --------- | --------- | --------- | --------- | --------------------- | --------------------- |
|           | 1         | 10        | 10        | 12 de octubre de 2018 | 12 de octubre de 2018 |
|           | 2         | 16        | 8         | 26 de julio de 2019   | 26 de julio de 2019   |
|           | 2         | 16        | 8         | 4 de octubre de 2019  | 4 de octubre de 2019  |

## Episodios

### Temporada 1 (2018)
| N.º en serie | N.º en temp. | Título                    | Dirigido por     | Escrito por                           | Fecha de lanzamiento original |
| ------------ | ------------ | ------------------------- | ---------------- | ------------------------------------- | ----------------------------- |
| 1            | 1            | «...Stiff as a Board»     | Alexis Ostrander | R. Lee Fleming Jr.                    | 12 de octubre de 2018         |
| 2            | 2            | «...Pretty as a Picture»  | Alexis Ostrander | R. Lee Fleming Jr.                    | 12 de octubre de 2018         |
| 3            | 3            | «...Dead as a Doornail»   | Chad Lowe        | Eileen Shim                           | 12 de octubre de 2018         |
| 4            | 4            | «...Dark as the Night»    | Chad Lowe        | Seth M. Sherwood                      | 12 de octubre de 2018         |
| 5            | 5            | «...Mad as a Hatter»      | Jeffrey W. Byrd  | Michael Reisz                         | 12 de octubre de 2018         |
| 6            | 6            | «...Troubled as the Tide» | Jeffrey W. Byrd  | Seth M. Sherwood                      | 12 de octubre de 2018         |
| 7            | 7            | «...Right as Rain»        | Geary McLeod     | Eileen Shim                           | 12 de octubre de 2018         |
| 8            | 8            | «...Cold as Ice»          | Geary McLeod     | Seth M. Sherwood & Sarah Fiori        | 12 de octubre de 2018         |
| 9            | 9            | «...Innocent as a Lamb»   | Alexis Ostrander | R. Lee Fleming Jr. & Seth M. Sherwood | 12 de octubre de 2018         |
| 10           | 10           | «...Slippery as an Eel»   | Alexis Ostrander | R. Lee Fleming Jr.                    | 12 de octubre de 2018         |

### Temporada 2 (2019)
| Parte 1 |   |                          |               |                    |                     |
| 11      | 1 | «...Lost as Eden»        | Joanna Kerns  | R. Lee Fleming Jr. | 26 de julio de 2019 |
| 12      | 2 | «...Free as a Bird»      | Joanna Kerns  | R. Lee Fleming Jr. | 26 de julio de 2019 |
| 13      | 3 | «...Sly as a Fox»        | Geary McLeod  | R. Lee Fleming Jr. | 26 de julio de 2019 |
| 14      | 4 | «...Sick as a Dog»       | Geary McLeod  | R. Lee Fleming Jr. | 26 de julio de 2019 |
| 15      | 5 | «...Silent as the Night» | Shiri Appleby | R. Lee Fleming Jr. | 26 de julio de 2019 |
| 16      | 6 | «...Pale as Death»       | Shiri Appleby | R. Lee Fleming Jr. | 26 de julio de 2019 |
| 17      | 7 | «...Guilty as Sin»       | Amanda Row    | R. Lee Fleming Jr. | 26 de julio de 2019 |
| 18      | 8 | «...White as a Ghost»    | Amanda Row    | R. Lee Fleming Jr. | 26 de julio de 2019 |

## Producción

### Desarrollo
El 8 de octubre de 2017, se anunció que Hulu había pedido que se realizará una serie de diez episodios, creada por Lee Fleming Jr. y basada en el cuento corto Light as a Feather, Stiff as a Board de Zoe Aarsen. Fleming Jr. también funge como productor ejecutivo junto a Jordan Levin, Shelley Zimmerman, Joe Davola, Brett Bouttier, Aron Levitz, Eric Lehrman, Kelsey Grammer, Tom Russo, Brian Sher, y Stella Bulochnikov. Kailey Marsh actuará como productor coejecutivo. El 4 de junio de 2018, se anunció que Alexis Ostrander dirigiría los dos primeros episodios y se desempeñaría como coproductor ejecutivo de la serie. El 13 de agosto de 2018, se anunció que la serie se estrenaría el 12 de octubre de 2018. El 5 de febrero de 2019, se anunció que la serie se había renovado para una segunda temporada de dieciséis episodios. El 26 de abril de 2019, se anunció que está programada para estrenarse la primera parte el 26 de julio de 2019 y la segunda parte el 4 de octubre.

### Casting
El 4 de junio de 2018, se anunció que Liana Liberato, Haley Ramm, Ajiona Alexus, Brianne Tju, Peyton List, Dylan Sprayberry, Jordan Rodrigues, Brent Rivera, y Dorian Brown Pham habían sido elegidos para papeles principales de la serie. El 5 de febrero de 2019, se confirmó que Liberato, Ramm y Tju volverían para la segunda temporada. El 3 de abril de 2019, se anunció que Katelyn Nacon, Froy Gutierrez, Adriyan Rae, Alisa Allapach, Kira Kosarin, Alex Wassabi, Robyn Lively y, Alan y Alex Stokes fueron elegidos.

### Música
Pieter Schlosser se desempeña como el compositor de la serie.

### Rodaje
La fotografía principal de la serie comenzó el 4 de junio de 2018 y finalizó el 31 de julio de 2018 en Los Ángeles, California. El rodaje de la segunda temporada comenzó en abril de 2019.